# Batchtown
Batchtown – wieś w Stanach Zjednoczonych, w stanie Illinois, w hrabstwie Calhoun.